# ۱۰۱۶ (میلادی)
۱۰۱۶ (میلادی) هزار و شانزدهمین سال تقویم میلادی است.

## زادگان
- هارولد پاخرگوشی، شاه انگلستان (تاریخ احتمالی)

## درگذشتگان
- ۲۳ آوریل - اتلرد بدفهم، شاه انگلستان
- ۳۰ نوامبر - ادموند دوم ملقب به ادموند آیرون‌ساید، شاه انگلستان

‎